# 谷好井
谷 好井（たに よしい、寛保2年（1742年） - 文化2年（1805年））または谷 伴兄（たに ともえ）は、江戸時代の儒学者で国学者。土佐藩士。号は万六（ばんろく）。高山彦九郎の遺髪を保持した谷干城の祖父にあたる。

## 略歴・人物
土佐藩の上士の家に生まれる。生家は谷時中の南学の流れを汲む儒家の家であり、実兄は9代土佐藩主山内豊雍に重用された谷真潮である。祖先に山崎闇斎門下で渋川春海に暦法を学んだ大学者谷秦山がいる。
谷好井は、京都や江戸に遊学し、高山彦九郎、工藤平助、江上関龍、長久保赤水らと交遊をもち、また、「憂国の士」として知られた。著書に『鍛冶起元』がある。
西南戦争で政府軍を指揮したことで知られる谷干城は孫にあたる。高山彦九郎の遺髪は、下総国猿島郡岩井の勤王家間中雲帆から譲られたものであった。